# Melian
Melian je namišljena oseba iz Tolkienove mitologije. Bila je Majarka iz rodu Anjurjev. Zaljubila se je v vilinskega kralja Thingola, s katerim sta vladala Doriathu. Bila je edina od Majarjev, ki so rodili otroka. Imela je hčerko Lúthien, po kateri se je Melianin rod prenesel na ljudi in viline.
Poznana je predvsem po tem, da je okoli svojega kraljestva postavila obroč zablod, imenovan Melianin obroč.
Po Thingolovi smrti je telesu dovolila, da umre, sama pa je zapustila Srednji svet in odšla v Valinor, kjer je žalovala za izgubljenim možem in hčerjo.
```
        
Fingolfin
      
Galdor
     
Thingol
 = 
Melian

            |            |                |
            |            |          (1)   |
         
Turgon
         
Huor
   
Beren
 = 
Lúthien

            |     (2)     |          |
          
Idril
 ======= 
Tuor
        
Dior
 = 
Nimloth

                   |                     |
                   |                -------------
                   |                |           |
                
Eärendil
 ======== 
Elwing
   Eluréd in Elurín
                             |
                      ------------------
                      |                |
                    
Elros
            
Elrond
 = 
Celebrían

                      |                     |
              Númenorski kralji             |
                      :                     |
                   
Elendil
                  |
                      :                     |
               Arnorski kralji              |    
                      :                ---------------
         Dúnedainski vodje             |             |
                      :       (3)      |             |
                   
Aragorn
 ========= 
Arwen
  
Elladan
 in 
Elrohir

                               |
                           
Eldarion
```

Opomba: Poroke med ljudmi in vilini so oštevilčene.